# El Cedro (Los Santos)
El Cedro è un comune (corregimiento) della Repubblica di Panama situato nel distretto di Macaracas, provincia di Los Santos. Si estende su una superficie di 28,1 km² e conta una popolazione di 450 abitanti (censimento 2010).